# Антон Паннекук
Антон (Антоні) Паннекук (нід. Anton Pannekoek, псевдонім К.Горнер; 2 січня 1873, Ваасен — 28 квітня 1960, Вагенінген) — нідерландський астроном і теоретик марксизму. Член Нідерландської королівської академії наук (1925).

## Біографія
Паннекук вивчав астрономію і математику в Лейдені з 1891 року. Ще до вступу в коледж він цікавився астрономією і вивчав мінливість Полярної зірки. Він опублікував свою першу роботу, «Про необхідність подальших досліджень Чумацького шляху», будучи студентом. Кілька років по тому він закінчив навчання і почав роботу в Лейденській обсерваторії. Після прочитання «Рівності» Едварда Белламі Паннекук став переконаним соціалістом і почав вивчати теорії Карла Маркса. Незабаром Паннекук став добре відомим марксистським автором, писав для голландських і німецьких журналів. Незадоволеність роботою в обсерваторії привела його до Берліна, де він працював викладачем у школі, заснованій Соціал-демократичною партією Німеччини. Він був на святах у Нідерландах, коли почалася Перша світова війна. Не маючи можливості повернутися до Німеччини, Паннекук почав працювати викладачем хімії. Міська рада Амстердама затвердила його на посаді професора Амстердамського університету за сумісництвом в 1925 році і на повну ставку — у 1932. Заснував 1925 року в Амстердамському університеті Астрономічний інститут і був його директором до 1946 року.

### Астрономія
Паннекук заклав основи вивчення розподілу зірок у Чумацькому Шляху і визначення структури нашої галактики за позафокальними фотографіями. Пізніше він зацікавився природою та розвитком зірок. Тому в Нідерландах Паннекук вважається засновником космофізики як окремої дисципліни.
У 1920 році він розробив метод визначення відстаней до темних туманностей за підрахунками зірок. З 1921 року займався вивченням яскравості Чумацького Шляху. Також Паннекук одним з перших досліджував іонізацію в зоряних атмосферах (1922, 1926) і теоретичні інтенсивності спектральних ліній (1931, 1935). Одним з перших застосував іонізаційну формулу Саха до зіркових атмосфер, досліджував, на яких висотах в атмосферах Сонця і зірок утворюються лінії поглинання. У 1926 ввів важливу поправку в формулу Саха, що враховує відхилення від термодинамічної рівноваги в зоряних атмосферах. У 1928 виконав спільно з М. Ґ. Й. Міннартом перші кількісний аналіз спектра сонячного спалаху. Запропонував широко відомий метод чисельного рішення рівнянь переносу для різних моделей атмосфери. У 1935 розробив теоретичні основи методу визначення електронної щільності в атмосферах зірок за останньою помітною лінії серії Бальмера в їхніх спектрах.
Крім теоретичної роботи, він також брав участь у кількох експедиціях з метою спостереження сонячних затемнень і вивчення спектрів зірок.
У 1926 році він здійснив експедицію на острів Ява для складання карти сузір'їв Південної півкулі.
Він також займався історією астрономії, його книга з історії астрономії перекладена з голландської іншими мовами.
Його роботи з вивчення структури Галактики, космофізики та історії астрономії принесли йому міжнародне визнання, Паннекук був удостоєний почесного ступеня Гарвардського університету в 1936 році, а також золотої медалі Британського Королівського астрономічного товариства в 1951 році.
На честь Паннекука названий кратер на Місяці і астероїд 2378 Паннекук.
Ім'ям Паннекук названий Астрономічний інститут Амстердамського університету.

### Марксизм
У 1901 Антон Паннекук вступив в Соціал-демократичну робітничу партію Нідерландів (СДРПН). У 1907 він брав участь у заснуванні ліво-соціалістичної газети «Трибуна». У 1909 «трібуністи», в тому числі і Паннекук, були виключені з СДПРН за виступи проти керівництва партії. Паннекук виступив одним засновників Соціал-демократичної партії Нідерландів (СДПН).
У цьому ж році Паннекук був висланий з Нідерландів. Він мешкав у Німеччині, де приєднався до лівого крила Соціал-демократичної партії Німеччини. Паннекук швидко став відомий як теоретик лівої соціал-демократії.
У 1918 Паннекук брав участь у створенні Комуністичної партії Нідерландів. У 1919—1920 був членом Амстердамського бюро Комінтерну. З 1920 — один з лідерів Комуністичної робочої партії Голландії (КРПГ).
Антон Паннекук як «лівий ухильник» був об'єктом гострої критики з боку Леніна в роботі «Дитяча хвороба „лівизни“ в комунізмі» (1920). Паннекук відповів Леніну брошурою «Світова революція і комуністична тактика» (1920). У 1921 він був виключений з ВПП за «лівий ухил».
У 1922 Паннекук був одним із засновників і керівників Комуністичної робочого Інтернаціоналу. У 1927 був одним із засновників Міжнародних комуністичних груп (GIC), але формально в організацію не вступив, віддавши перевагу теоретичній роботі.
Як визнаний теоретик марксизму, Паннекук був одним з основоположників «комунізму робочих рад» (ретекоммунізм) і провідною фігурою ліворадикального руху 1920-х — 1930-х років у Нідерландах і Німеччині.
Паннекук різко критикував Леніна і ленінізм. Його пояснення невдач Російської революції полягало в тому, що після приходу більшовиків до влади вони замінили владу Рад владою партії, що, на думку Паннекука, вело до перетворення більшовиків у новий панівний клас. Свої погляди на більшовизм він виклав у книзі «Ленін як філософ» (1938).

## Твори
- Darwinisme en marxisme, 1909
- Dietzgens werk, 1913
- Марксизм і дарвінізм, 1920 [Архівовано 9 серпня 2014 у Wayback Machine.]
- Het historisch materialisme, 1919
- Persoonlijke daad, 1933
- De wonderbouw der Wereld. De grondslagen van ons sterrekundig wereldbeeld populair uiteengezet
- De groei van ons wereldbeeld,Wereldbibliotheek, Amsterdam, 1951
- History of astronomy, Allen & Unwin, London, 1961, herdrukt Dover Publications, Mineola, New York 1989 en later (Engelse vertaling van De groei van ons wereldbeeld)
- Lenin als filosoof, Uitg. de Vlam, z.j. (1973; oorspr. Duitse publicatie 1938) ISBN 90-6012-230-5
- Herinneringen, Amsterdam 1982, met bijdragen van B.A. Sijes en E.P.J. van den Heuvel
- Антон Паннекук. Новый средний класс, 1909.(рос.)
- Антон Паннекук. Партия и класс [Архівовано 28 травня 2009 у Wayback Machine.], 1936.(рос.)
- Общие заметки по вопросу организации [Архівовано 25 грудня 2010 у Wayback Machine.], 1938.(рос.)
- История астрономии. М.: Наука, 1966.(рос.)
- Тексти Антона Паннекука в Libertarian Communist Library [Архівовано 21 вересня 2011 у Wayback Machine.] (англ.)

## Видання українською
- Антон Паннекук. Марксізм і дарвінізм / З анґл. пер. М. Дурдела. — Вінніпеґ: Накладом «Українських робочих вістий», 1920. — 43 с.